# Three Preludes
Bei den Three Preludes handelt es sich um drei Klavierstücke von George Gershwin aus dem Jahr 1926.

## Entstehung
Gershwin war nach Rhapsody in Blue (1924) und dem Klavierkonzert in F-Dur (1925) und vielen populären Songs und Musicals sehr bekannt. Er plante eine Reihe von 24 Präludien für Klavier mit dem Arbeitstitel The Melting Pot. Dieser Zyklus blieb aufgrund seiner intensiven Arbeit an anderen Projekten und seinem frühen Tod unvollständig. Am 4. Dezember 1926 spielte Gershwin selbst die Uraufführung der ersten fünf fertiggestellten Stücke im Hotel Roosevelt in New York. 1927 wählte er drei dieser Stücke für eine Veröffentlichung aus. Zwei Präludien wurden später von Gershwin für Klavier und Violine arrangiert – die sogenannten Short Stories. Die Three Preludes sind Gershwins einziges zu Lebzeiten veröffentlichtes Werk für Klavier Solo.

## Charakter
Das erste der Präludien steht in B-Dur und ist im Charleston-Rhythmus gehalten. Die linke Hand ist dabei von konstantem, harmonischem Rhythmus geprägt, während die rechte Hand das Thema innehat.
Das zweite Stück ist in cis-Moll und stellt eine Art Blues dar. Die typische Intonation dieses Musikstils bleibt auch bei Gershwin erhalten und wird um eine diffizile Harmonik erweitert.
Prelude No. III letztlich ist ein schneller Foxtrott und ist in es-Moll komponiert.
Insgesamt spiegeln alle drei Stücke die Nähe zu Gershwins symphonischen Kompositionen (z. B. Rhapsody in Blue) wider, die ebenfalls von kühnen Modulationen und erweiterter Harmonik in Form von Stilelementen des Jazz geprägt sind.